# Manuel Ruiz Zorrilla
Manuel Ruiz Zorrilla (Burgo de Osma (Sória), 22 de Março de 1833 - Burgos, 13 de Junho de 1895) foi um político espanhol, deputado nas Cortes e posteriormente Ministro de Fomento e de Graça e Justiça durante a I República, e chefe de Governo com Amadeu I. Foi Grande Mestre do Gran Oriente de España.

## Vida

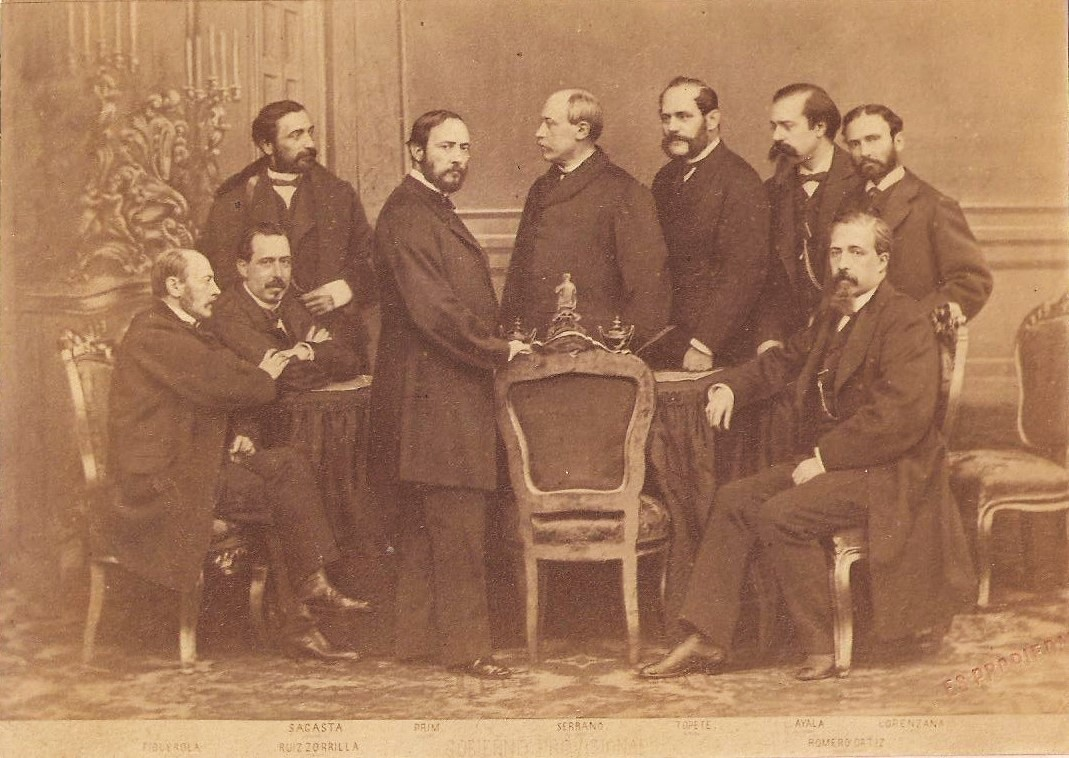
Governo provisório de 1869. Figuerola, Sagasta, Ruiz Zorrilla, Prim, Serrano, Topete, Lopez de Ayala, Romero Ortiz e Lorenzana

Estudou filosofia em Valladolid. Depois, em Madrid, estudou Jurisprudência na Universidade Central. Em dois anos acabou os estudos de Jurisprudência e matriculou-se em Leis, atingido a licenciatura em 1857. Começou a sua vida pública como Comandante da Milícia Nacional, sendo eleito Deputado Provincial. Graças a este pequeno empurrão político mudou-se para Madrid, sendo nomeado Deputado Nacional pelo Partido Progressista em 1858. Nesta etapa surgiria a amizade com Práxedes Mateo Sagasta. Destacou-se na Sublevação do quartel de San Gil (1866), pela qual foi condenado à morte e teve de fugir da Espanha. Desde o exílio dirigiu conspirações para derrocar Isabel II. Triunfante a revolução de 1868, como líder do Partido Radical susteve que os progressistas deviam assumir o programa democrático.
Foi encarregue do Ministério de Fomento da Espanha no governo provisório de Francisco Serrano (1868), estabeleceu a liberdade de ensino e decretou o traspasso dos materiais de bibliotecas e arquivos religiosos ao Estado. Introduziu reformas no ensino universitário. Fez parte do governo de Juan Prim como ministro de Graça e Justiça (1869). Foi designado Presidente das Cortes Constituintes e proclamou Amadeu de Saboia como rei da Espanha (1870). Durante o reinado deste, presidiu o Governo em duas ocasiões. Opôs-se à política de Sagasta, e dividiu os progressistas. Quando abdicou o monarca, o acompanhou ao exílio.
Com a Restauração (1874), teve de permanecer no estrangeiro. Manteve uma oposição sistemática a Afonso XII e ao regime da Restauração. Fundou o Partido Republicano Progressista (1874-1895) e, na primeira etapa do regime canovista, pretendeu derrocar a monarquia mediante um pronunciamento militar. Impulsionou a fundação da Associação Republicana Militar em 1883. Tentou, sem sucesso, conseguir o apoio dos republicanos franceses. Teve um papel de destaque em diversos pronunciamentos em Badajoz (1883), Cartagena, (1886) e no do General Villacampa, em Madrid (1886), mas a via insurrecional fracassou ao carecer de apoio civil. Achegou-se a Nicolás Salmerón com a criação da União Republicana em 1893. Sua atividade centrou-se na sociedade civil e acentuou a suposta necessidade de ordem e autoridade. Com a sua morte (1895), o partido cindiu-se e fragmentaram-se as forças republicanas.